# 13 noiembrie
ianuarie • februarie • martie  • aprilie  • mai  • iunie  • iulie  • august  • septembrie  • octombrie  • noiembrie  • decembrie
13 noiembrie este a 317-a zi a calendarului gregorian și a 318-a zi în anii bisecți. Mai sunt 48 de zile până la sfârșitul anului.

## Evenimente

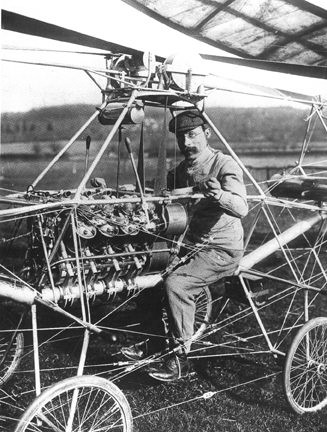
1907: Inginerul francez Paul Cornu reușește primul zbor din lume cu un elicopter. Elicopterul său cântărea 260 de kilograme și s-a mentinut în aer 20 de secunde la o înălțime de 30 cm deasupra Pământului, după care s-a prăbușit.

- 1160: Ludovic al VII-lea al Franței se căsătorește cu cea de-a treia soție, Adela de Champagne.[1]
- 1549: Sosirea primilor iezuiți în Germania. Începutul Contrareformei în această zonă.
- 1594: Creditorii turci din București sunt uciși din ordinul lui Mihai Viteazul.
- 1805: Johann Georg Lehner a inventat "hot dog"-ul.
- 1907: Inginerul francez Paul Cornu reușește primul zbor din lume cu un elicopter. Elicopterul său cântărea 260 de kilograme și s-a mentinut în aer 20 de secunde la o înălțime de 30 cm deasupra Pământului, după care s-a prăbușit.
- 1918: Egipteanul Sa'd Zaghlul înființează partidul naționalist Al-Wafd al-Misri ("Delegația egipteană"), care va juca un rol important în procesul de dobândire a independenței Egiptului.
- 1918: La sfârșitul Primului Război Mondial, trupele Antantei au ocupat orașul Constantinopol, capitala Imperiului Otoman.
- 1918: Regele Frederick Augustus al III-lea al Saxoniei a renunțat la tron în urma tulburărilor revoluționare.
- 1918: După abdicarea ducelui Ernst al II-lea, Duce de Saxa-Altenburg, teritoriul fostului ducat de Saxa-Altenburg, devine Statul Liber Saxa-Altenburg care va fi încorporat în Turingia în 1920.
- 1950: Generalul Carlos Delgado Chalbaud, președintele Venezuelei, este asasinat la Caracas.
- 1954: Prima cupă mondială de rugby a fost câștigată de Anglia, care a învins Franța în finala disputată la Paris.
- 1980: Naveta spațială Voyager I a retransmis pe Pământ prima imagine din apropierea planetei Saturn.
- 1985: Laharul rezultat în urma erupției vulcanului Nevado del Ruiz a îngropat orașul columbian Armero, ucigând 23.000 de persoane.
- 1989: Prințul Hans Adam al II-lea devine șeful statului Liechtenstein.
- 1990: A fost scrisă prima pagină World Wide Web.
- 1994: În Suedia se decide prin referendum intrarea în Uniunea Europeană.
- 2001: Alianța Nordică a cucerit capitala Afganistanului, orașul Kabul.

## Nașteri
- 0354: Sfântul Augustin din Hippo, teolog (d. 430)
- 0532: Augustin de Canterbury, arhiepiscop de Canterbury (d. 604)
- 1312: Eduard al III-lea al Angliei, rege (d. 1377)
- 1486: Johannes Eck, teolog german (d. 1543)
- 1504: Filip I, Landgraf de Hesse, primul prinț protestant din Germania (d. 1567)
- 1572: Chiril Lukaris, patriarh de Constantinopol (d. 1638)
- 1595: Georg Wilhelm, Elector de Brandenburg (d. 1640)

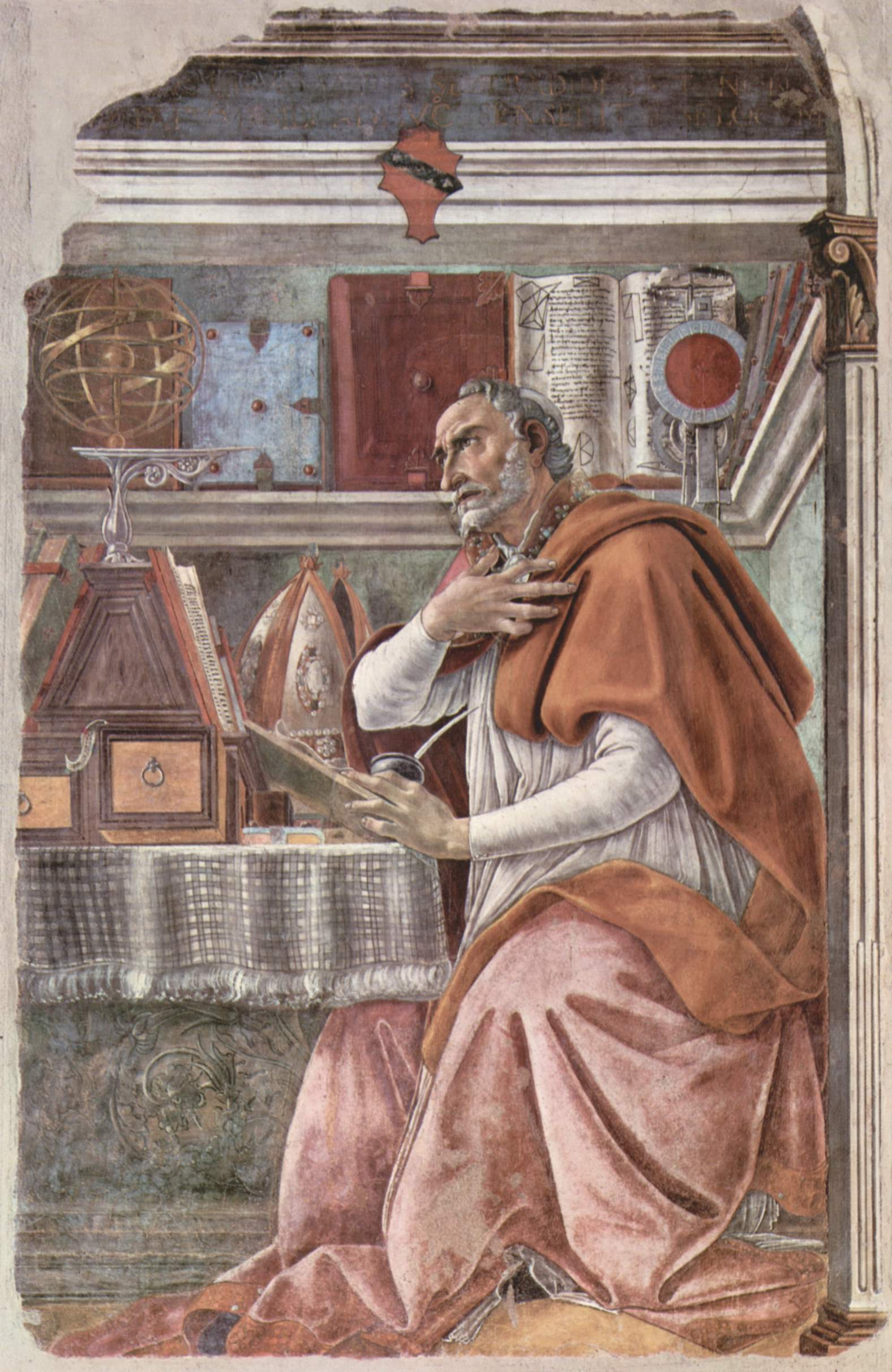
Sfântul Augustin din Hippo
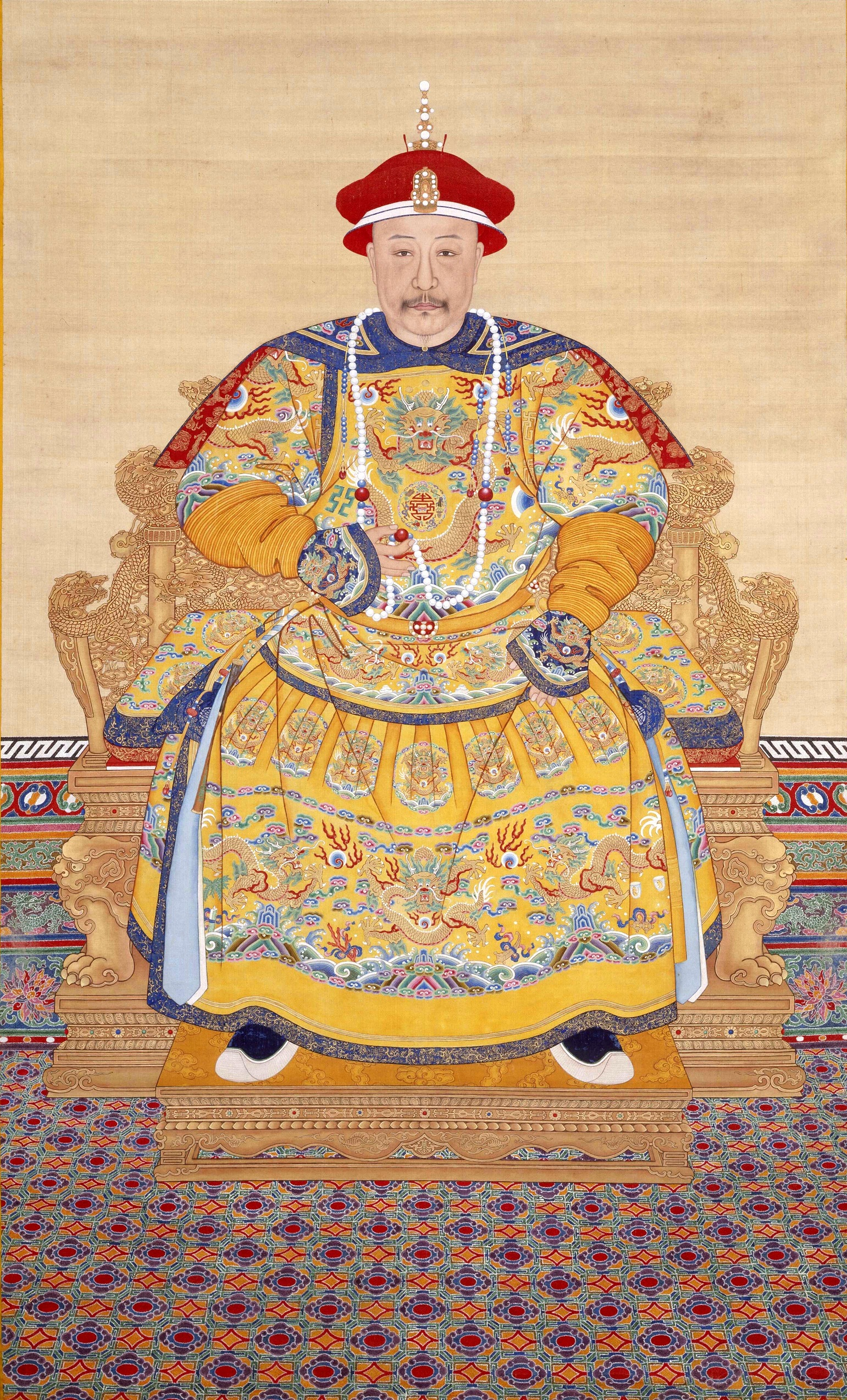
Împăratul Jiaqing al Chinei
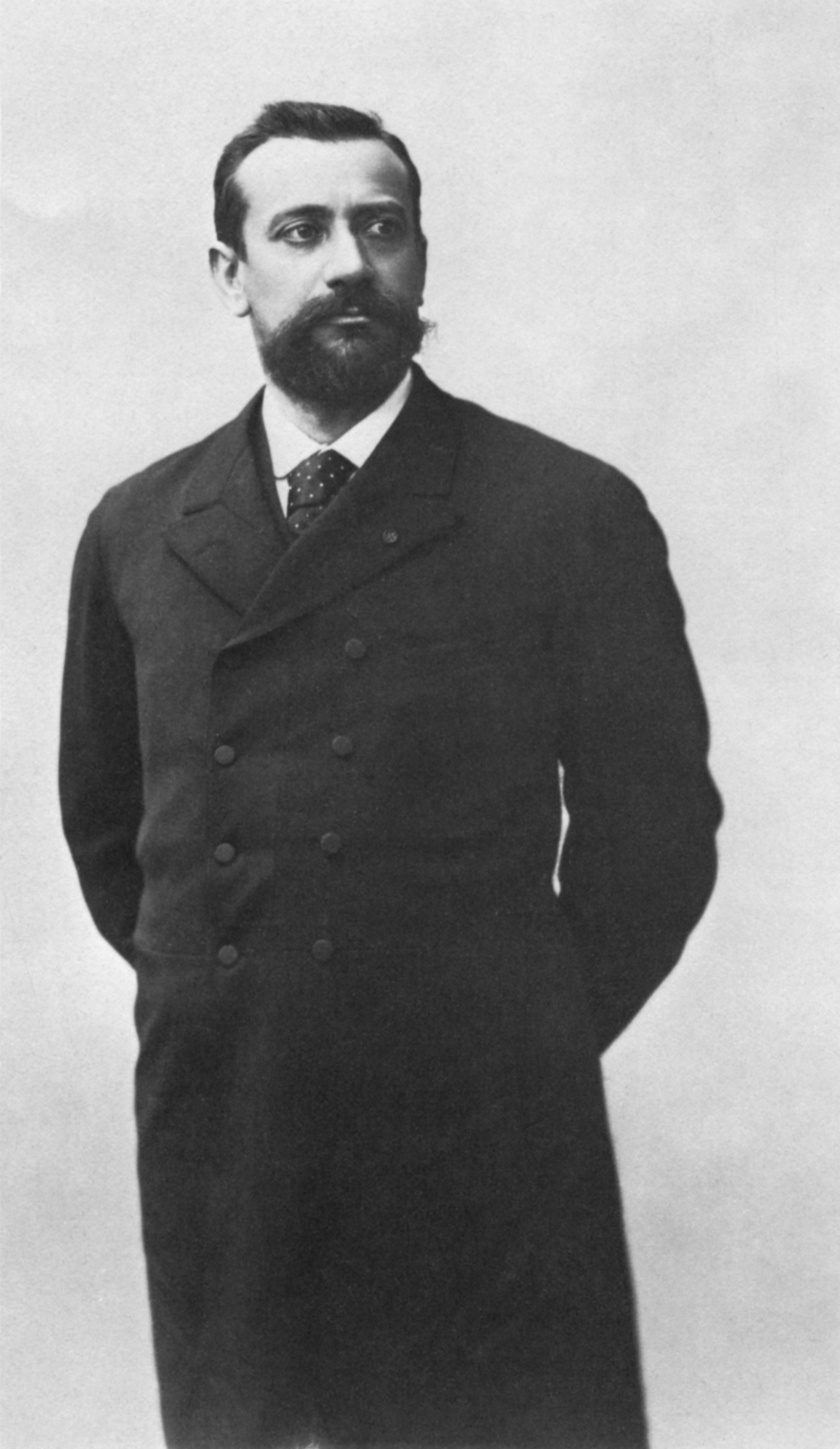
Albert I de Monaco

- 1699: Jan Zach, compozitor și muzician (d. 1773)
- 1710: Charles Simon Favart, dramaturg francez (d. 1792)
- 1714: William Shenstone, poet englez (d. 1763)
- 1760: Împăratul Jiaqing al Chinei (d. 1820)
- 1782: Esaias Tegnér, scriitor suedez (d. 1846)
- 1745: Valentin Haüy, savant francez, întemeietorul primei școli pentru nevăzători din lume (d. 1822)
- 1801: Elisabeth Ludovika de Bavaria, soția lui Frederick William al IV-lea al Prusiei (d. 1873)
- 1801: Amalie Auguste de Bavaria, regină a Saxoniei (d. 1877)
- 1833: Edwin Booth, actor american (d. 1893)
- 1835: Alexandre Rachmiel, pictor francez (d. 1918)
- 1848: Prințul Albert I de Monaco (d. 1922)
- 1850: Robert Louis Stevenson, scriitor scoțian (d. 1894)
- 1858: Edmond Aman-Jean, pictor francez (d. 1936)
- 1868: Theodora Cowan, sculptoriță și pictoriță australiană (d. 1949)
- 1869: August Heisenberg, bizantinist german (d. 1930), tatăl fizicianului Werner Heisenberg
- 1878: Max Dehn, matematician german (d. 1952)
- 1887: Nikolai Ivanovici Vavilov, renumit savant sovietic, genetician, botanist, biolog, geograf, membrul al Academiei de Științe din URSS (d. 1943)
- 1893: Reuven Rubin, pictor israelian, de origine evreu român (d. 1974)
- 1907: Giovanna a Italiei, soția regelui Boris al III-lea al Bulgariei (d. 2000)
- 1914: William Gibson, dramaturg american (d. 2008)
- 1917: Infanta Alicia, Ducesă de Calabria (d. 2017)
- 1918: Jack Elam, actor american (d. 2003)

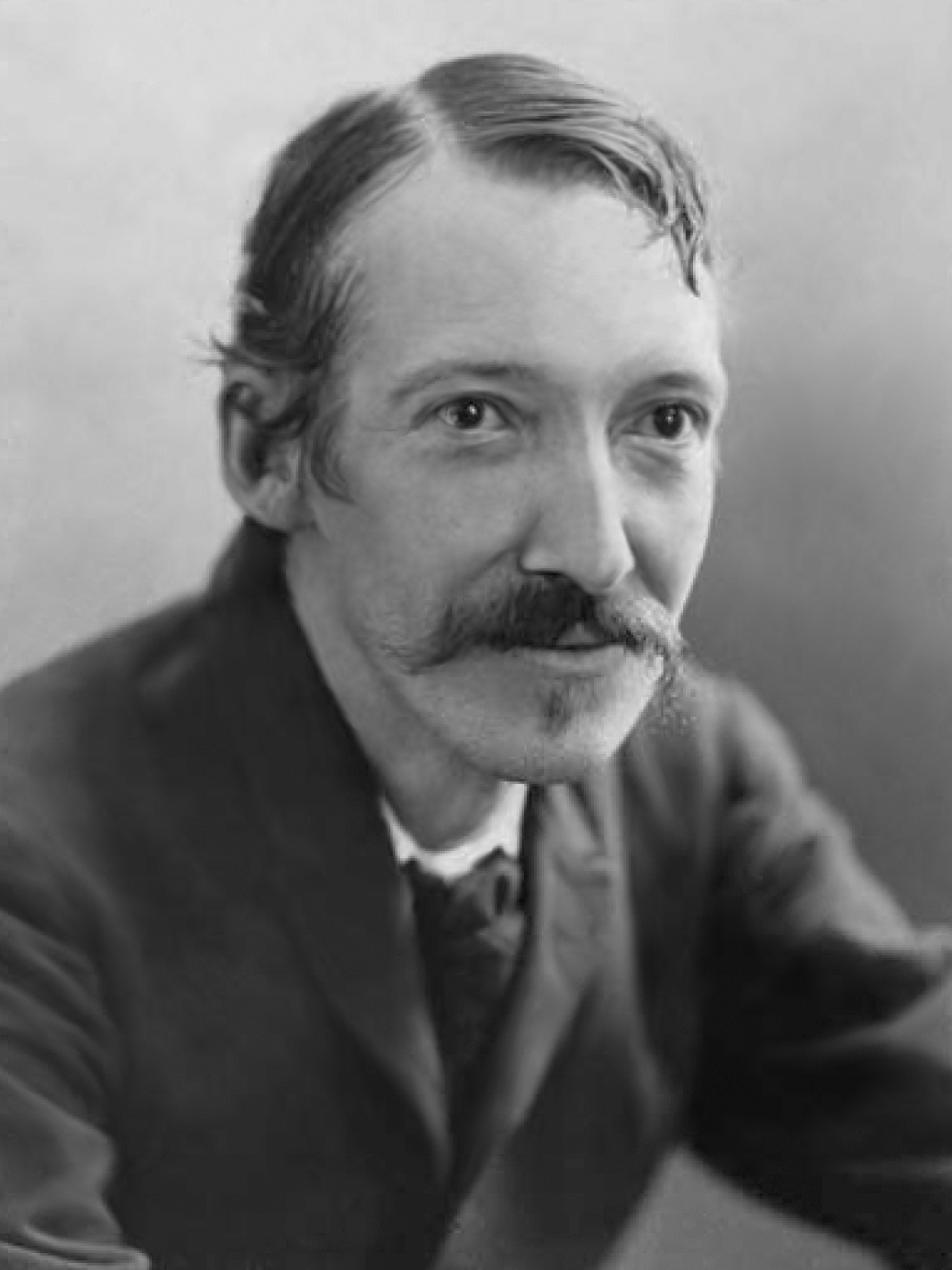
Robert Louis Stevenson, scriitor scoțian
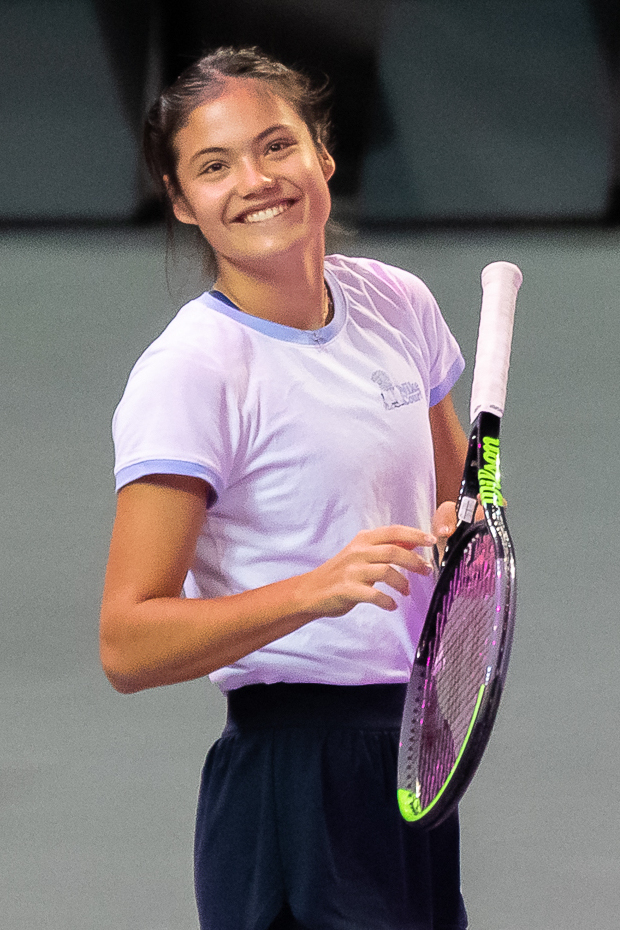
Emma Răducanu, tenismenă britanică

- 1929: Jean-Jacques Askenasy, medic neurolog israelian, membru de onoare al Academiei Române
- 1940: Saul Kripke, filosof și logician american (d. 2022)
- 1941: Dack Rambo, actor american (d. 1994)
- 1950: Ioana Crăciunescu, actriță și poetă română
- 1955: Cristian Rădulescu, politician român
- 1955: Whoopi Goldberg, actriță americană
- 1960: Teodora Ungureanu, gimnastă română
- 1964: Christian Tămaș, scriitor, filosof și traducător român
- 1967: Jimmy Kimmel, comedian și prezentator american
- 1982: Hamdan bin Mohammed Al Maktoum, prinț moștenitor al Dubaiului
- 1999: Lando Norris, pilot de curse britanic
- 2002: Emma Răducanu, tenismenă britanică

## Decese
- 0867: Papa Nicolae I (n. cca. 820)
- 1093: Regele Malcolm al III-lea al Scoției (n. 1031)
- 1143: Regele Fulk al Ierusalimului
- 1319: Eric al VI-lea al Danemarcei (n. 1274)
- 1359: Ivan al II-lea al Rusiei, Mare Prinț al Moscovei (n. 1326)

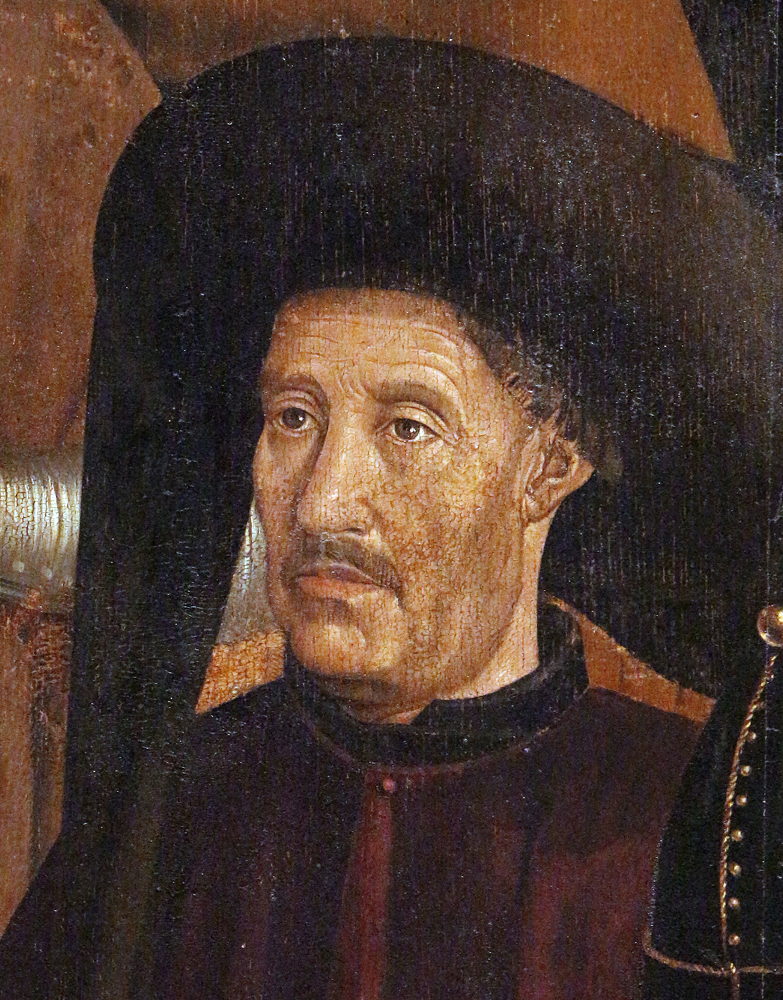
Prințul Henric Navigatorul, patronul exploratorilor portughezi
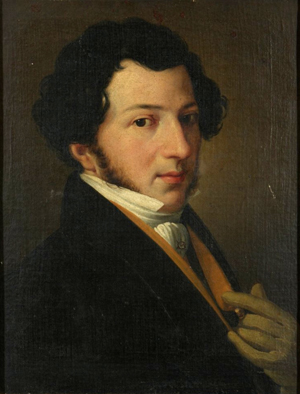
Gioacchino Rossini, compozitor italian
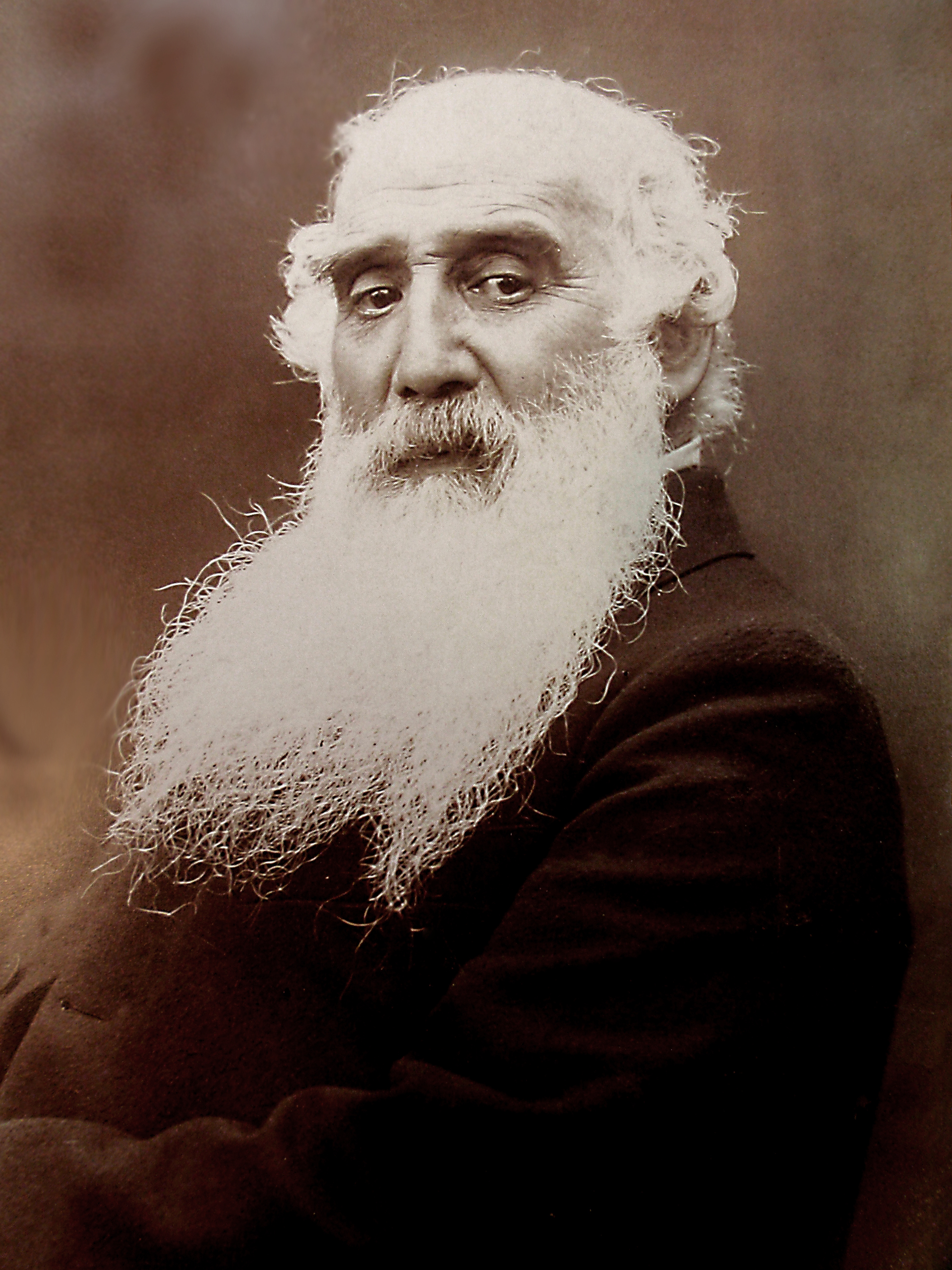
Camille Pissarro, pictor impresionist francez

- 1460: Prințul Henric Navigatorul, patronul exploratorilor portughezi (n. 1394)
- 1606: Geronimo Mercuriali, filolog și fizician italian (n. 1530)
- 1619: Ludovico Carracci, pictor italian (n. 1555)
- 1650: Thomas May, poet și istoric englez (n. 1595)
- 1765: Sophia Dorothea a Prusiei, soția margrafului Frederic Wilhelm de Brandenburg-Schwedt (n. 1719)
- 1770: George Grenville, politician englez a cărui politică fiscală a fost una din cauzele Revoluției Americane (n. 1712)
- 1810: Marie Josephine Louise de Savoia, soția regelui Ludovic al XVIII-lea al Franței (n. 1753)
- 1862: Ludwig Uhland, poet german (n. 1787)
- 1868: Gioacchino Rossini, compozitor italian (n. 1792)
- 1899: José Ferraz de Almeida Júnior, pictor brazilian (n. 1850)
- 1903: Camille Pissarro, pictor impresionist francez (n. 1830)
- 1929: Prințesa Victoria a Prusiei, fiică a împăratului Frederic al III-lea al Germaniei (n. 1866)
- 1954: Paul Ludwig Ewald von Kleist, mareșal german (n. 1881)
- 1974: Vittorio De Sica, regizor italian de film (n. 1901)
- 1984: Shisō Kanaguri, atlet japonez (n. 1891)
- 1987: Paul Neergaard, agronom și esperantist danez (n. 1907)
- 1988: Vlad Georgescu, istoric, politolog, jurnalist, profesor universitar, director al postului  de Radio "Europa liberă" din München (n. 1937)
- 1995: Adriana Serra, actriță italiană (n. 1923)
- 1998: Valerie Hobson, actriță britanică (n. 1917)
- 2002: Alexandru Dragomir, filosof român (n. 1916)
- 2005: Eddie Guerrero, wrestler american de origine mexicană (n. 1967
- 2021: Wilbur Smith, scriitor zambezian (n. 1933)
- 2022: Constantin Codrescu, actor român de teatru și film (n. 1931)

## Sărbători
- Sfântul Ioan Gură de Aur, Arhiepiscopul Constantinopolului; Sfântul Mucenic Damaschin (calendar ortodox)